# Goumois (Doubs)
Pour les articles homonymes, voir Goumois.
Goumois est une commune française située dans le département du Doubs, la région culturelle et historique de Franche-Comté et la région administrative Bourgogne-Franche-Comté.

## Géographie
La commune est située entre la région du Pays de Montbéliard, la vallée du Doubs, le plateau de Maîche et la région des Trois lacs en Suisse (Neuchâtel, Bienne et Morat), un lieu où dès 1748 Jean-Jacques Rousseau venait herboriser avec Gagnebin.

## Toponymie
Gomœns en 1177 ; Guiemœns en 1247 ; Guemouans en 1304 ; Guemouhens en 1305 ; Gomoins à la fin du XIVe siècle ; Gomay en 1482 ; Goumoy en 1594 ; Goumois depuis 1790.
Frontalier de la Suisse, le village français se situe entre Fessevillers (France) et Saignelégier (Suisse), dont la localité qui se situe de l'autre côté du Doubs, aussi nommée Goumois.

## Urbanisme

### Typologie
Au 1er janvier 2024, Goumois est catégorisée commune rurale à habitat dispersé, selon la nouvelle grille communale de densité à 7 niveaux définie par l'Insee en 2022.
Elle est située hors unité urbaine. Par ailleurs la commune fait partie de l'aire d'attraction de Maîche, dont elle est une commune de la couronne,. Cette aire, qui regroupe 23 communes, est catégorisée dans les aires de moins de 50 000 habitants,.

### Occupation des sols
L'occupation des sols de la commune, telle qu'elle ressort de la base de données européenne d’occupation biophysique des sols Corine Land Cover (CLC), est marquée par l'importance des forêts et milieux semi-naturels (69,5 % en 2018), une proportion sensiblement équivalente à celle de 1990 (69,7 %). La répartition détaillée en 2018 est la suivante : 
forêts (69,5 %), prairies (24,5 %), zones urbanisées (6 %). L'évolution de l’occupation des sols de la commune et de ses infrastructures peut être observée sur les différentes représentations cartographiques du territoire : la carte de Cassini (XVIIIe siècle), la carte d'état-major (1820-1866) et les cartes ou photos aériennes de l'IGN pour la période actuelle (1950 à aujourd'hui).

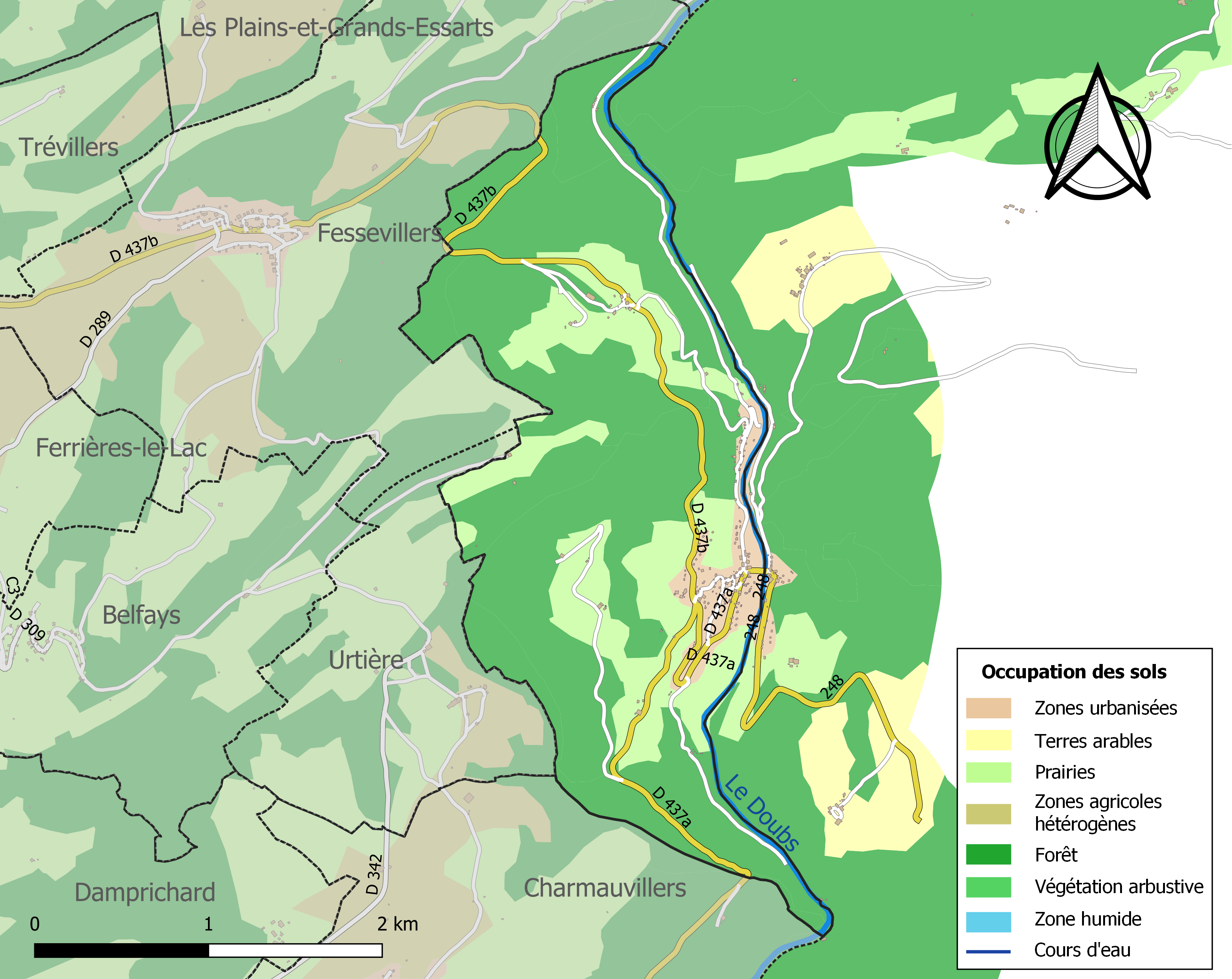
Carte des infrastructures et de l'occupation des sols de la commune en 2018 (CLC).

## Histoire
La localité de Goumois appartenait depuis le XIIe siècle au prieuré de Lanthenans. En 1107, Ponce de Mâcon devenu archevêque de Besançon sous le nom d'Hugues IV, transmettait l'abbaye de Vaucluse à celle de Cluny en Saône-et-Loire[Selon qui ?], parmi ses biens est cité le prieuré de Lanthenans qui possédait déjà l'église de Goumois. En 1177, le pape Alexandre III confirma la propriété de l'église au prieuré. Celui-ci l'échangea en 1247 à Thierry III de Montfaucon, comte de Montbéliard a l'exception de l'église.
Par une charte du mois de mai 1304, Renaud de Bourgogne, ainsi que Guillemette de Neuchâtel, sa femme, auxquels le territoire de Goumois appartenait, donnèrent à leur "amé cousin, Gauthier II de Montfaucon, leur ville de Goumoens, sur la rive du Doubs près de Maîches, en considération de plusieurs bons services que celui-ci leur avait faits",. Aussitôt, il fit construire sur la rive du Doubs, sur la colline située entre le moulin du Theusseret et le village de Goumois, un château qu'il nomma Franquemont. Le prieur du couvent de Lanthenans fit valoir qu'il avait des droits sur ces terres, la chose fut jugée et il apparut que le prieuré avait cédé ses droits sur Goumois en 1247 à Thierry III comte de Montbéliard et qu'il se voyait donc débouté de ses prétentions.
En 1305, Gauthier de Montfaucon acquit de Jean II, comte de La Roche-Saint-Hippolyte et seigneur de Châtillon-sur-Maîches, des terres sur l'autre rive créant ainsi la seigneurie de Franquemont. Celle-ci fut vendue en 1537 à Nicolas de Gilley, ambassadeur de Charles Quint, et élevée en baronnie souveraine. À peu de distance de Goumois, auprès du village de Muriaux en Suisse, s'élève une chaîne de rochers à pic, sur la crête se dressait le château de Spiegelberg qui devait exister dès avant l'époque du défrichement des Franches-Montagnes et la construction de Franquemont ; en effet, deux documents datés de 1407 et 1422 stipulent que Thiébaud de Neuchâtel tenait ce château en gage de l'évêque de Bâle ainsi que les territoires de Saint-Ursanne et Chavillier (Kallenberg).
Le 11 juillet 1780, un traité passé à Versailles réglait les limites entre la France et la Principauté épiscopale de Bâle. Par ce traité, le territoire de Goumois se partageait entre deux souverains, la rive droite du Doubs avec le château de Franquemont restait à l'évêque de Bâle et l'autre côté à la France. En mai 1783, les droits de la maison des comtes de Montbéliard étaient confirmés par lettres patentes.

## Héraldique
| Blason de Goumois | Blason  | Écartelé en sautoir : au 1er d'azur à l'étoile de six rais d'or, les 2e, 3e et 4e de gueules plain ; à deux bars adossés d'or brochant sur le tout. |
| Blason de Goumois | Détails | Le statut officiel du blason reste à déterminer. |

## Politique et administration
| Période                                  | Période                   | Identité                                       | Étiquette | Qualité         |
| ---------------------------------------- | ------------------------- | ---------------------------------------------- | --------- | --------------- |
| mars 2001                                | mars 2008                 | Jeanne-Marie Taillard                          |           |                 |
| mars 2008                                | janvier 2013              | Patrick Loriau                                 |           |                 |
| février 2013                             | 2014                      | Patrick Loriau                                 |           |                 |
| mars 2014                                | En cours (au 31 mai 2020) | Julien Naegelen Réélu pour le mandat 2020-2026 | SE        | Agent technique |
| Les données manquantes sont à compléter. |                           |                                                |           |                 |

## Démographie
L'évolution du nombre d'habitants est connue à travers les recensements de la population effectués dans la commune depuis 1793. Pour les communes de moins de 10 000 habitants, une enquête de recensement portant sur toute la population est réalisée tous les cinq ans, les populations de référence des années intermédiaires étant quant à elles estimées par interpolation ou extrapolation. Pour la commune, le premier recensement exhaustif entrant dans le cadre du nouveau dispositif a été réalisé en 2008.

En 2022, la commune comptait 167 habitants, en évolution de +0,6 % par rapport à 2016 (Doubs : +1,88 %, France hors Mayotte : +2,11 %).
| 1793 | 1800 | 1806 | 1821 | 1831 | 1836 | 1841 | 1846 | 1851 |
| ---- | ---- | ---- | ---- | ---- | ---- | ---- | ---- | ---- |
| 150  | 162  | 166  | 225  | 253  | 266  | 222  | 257  | 255  |

| 1856 | 1861 | 1866 | 1872 | 1876 | 1881 | 1886 | 1891 | 1896 |
| ---- | ---- | ---- | ---- | ---- | ---- | ---- | ---- | ---- |
| 257  | 243  | 237  | 244  | 248  | 216  | 228  | 210  | 210  |

| 1901 | 1906 | 1911 | 1921 | 1926 | 1931 | 1936 | 1946 | 1954 |
| ---- | ---- | ---- | ---- | ---- | ---- | ---- | ---- | ---- |
| 190  | 176  | 220  | 191  | 178  | 168  | 142  | 135  | 132  |

| 1962 | 1968 | 1975 | 1982 | 1990 | 1999 | 2006 | 2008 | 2013 |
| ---- | ---- | ---- | ---- | ---- | ---- | ---- | ---- | ---- |
| 154  | 148  | 134  | 126  | 136  | 196  | 189  | 187  | 174  |

| 2018 | 2022 | - | - | - | - | - | - | - |
| ---- | ---- | - | - | - | - | - | - | - |
| 159  | 167  | - | - | - | - | - | - | - |

## Lieux et monuments
- L'église de la Nativité-de-Notre-Dame recèle plusieurs éléments recensés dans la base Palissy : reliquaires, calices, patène, chandeliers d'autel, coffret aux saintes huiles,  ciboires, bas-relief.
- Le pont sur le Doubs : il sert de frontière entre la France et la Suisse.

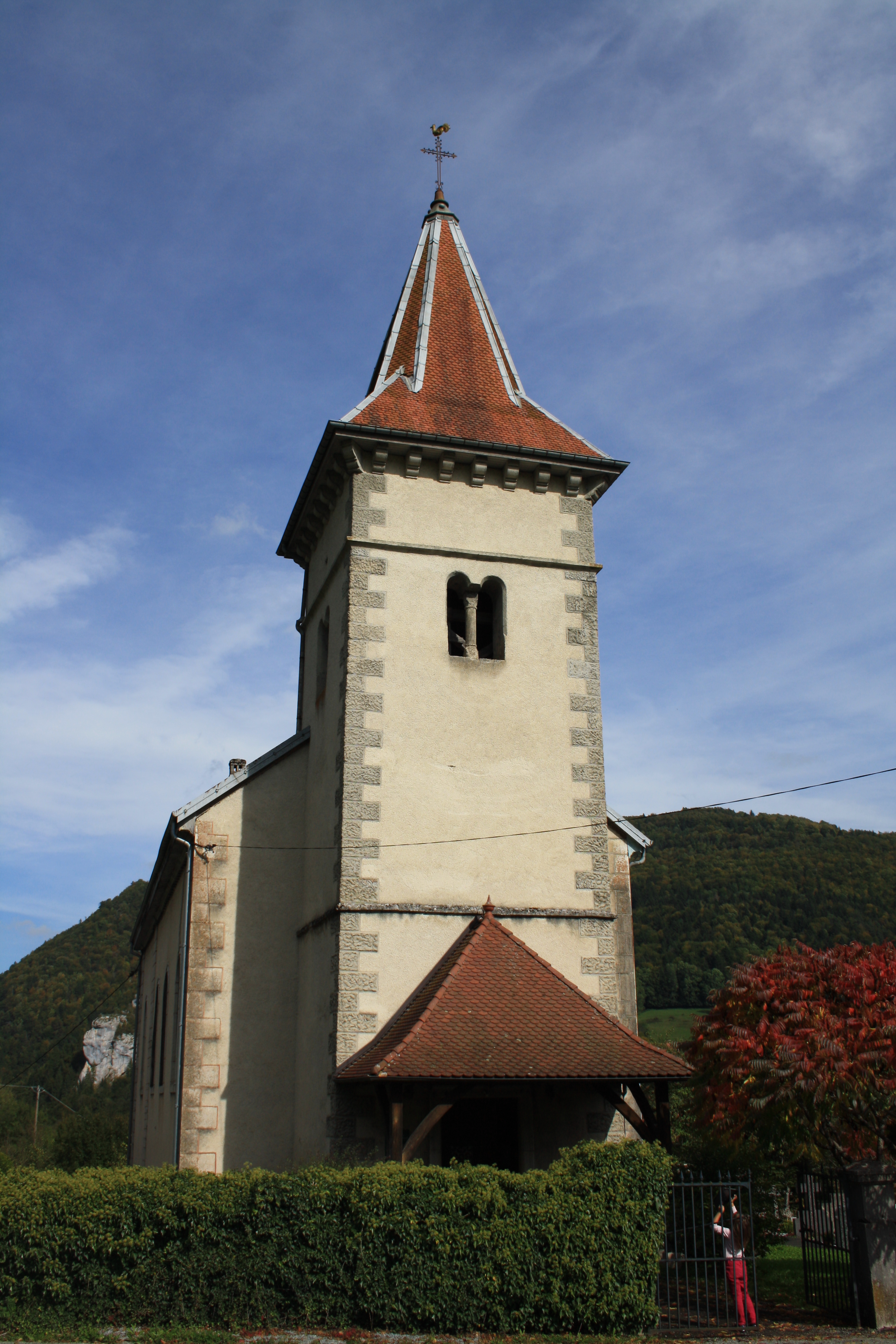
L'église.
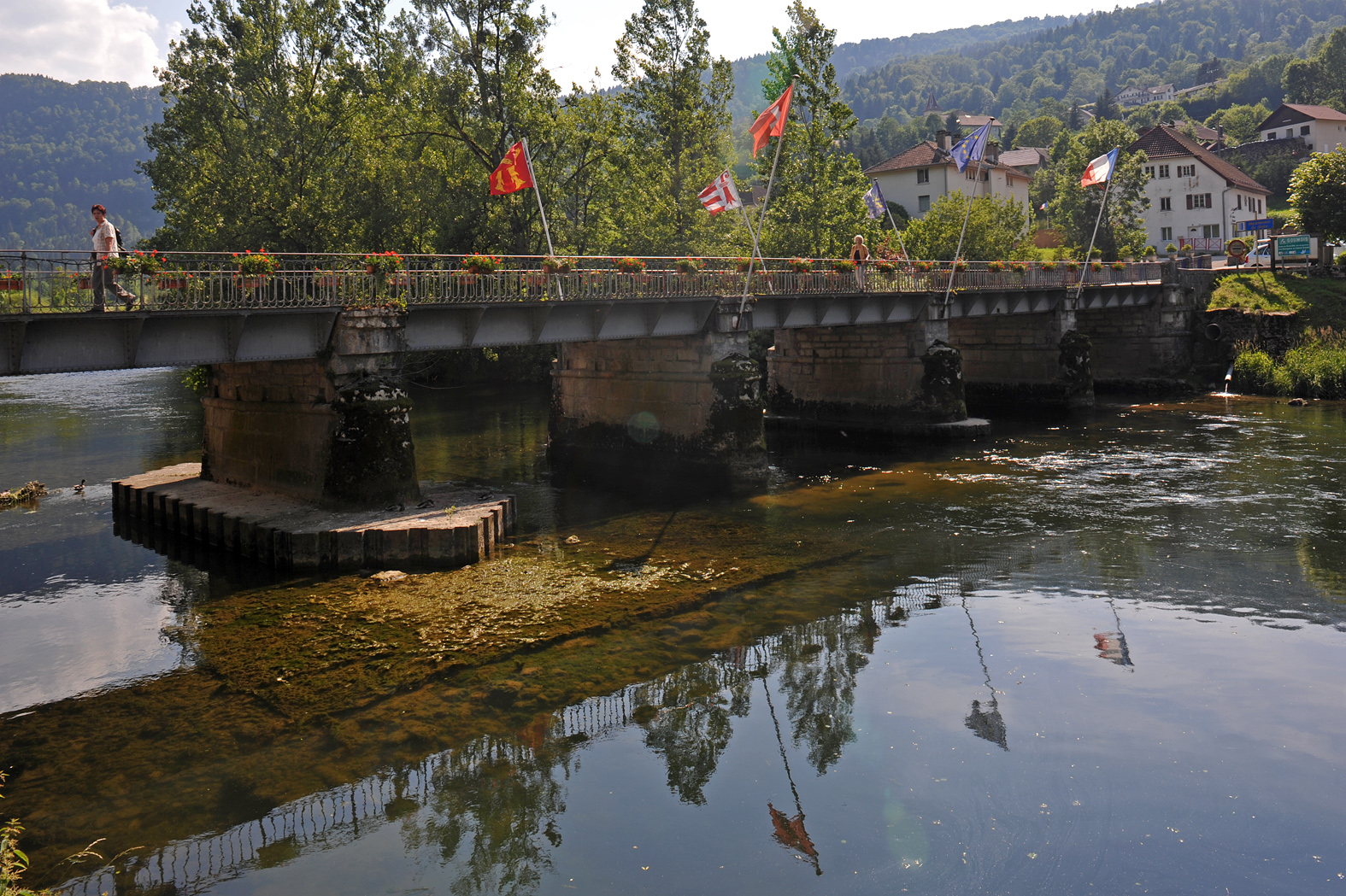
Le pont sur le Doubs.

- Les belvédères : ils offrent un magnifique point de vue sur les gorges du Doubs et le Jura suisse.

Points de vue depuis les belvédères
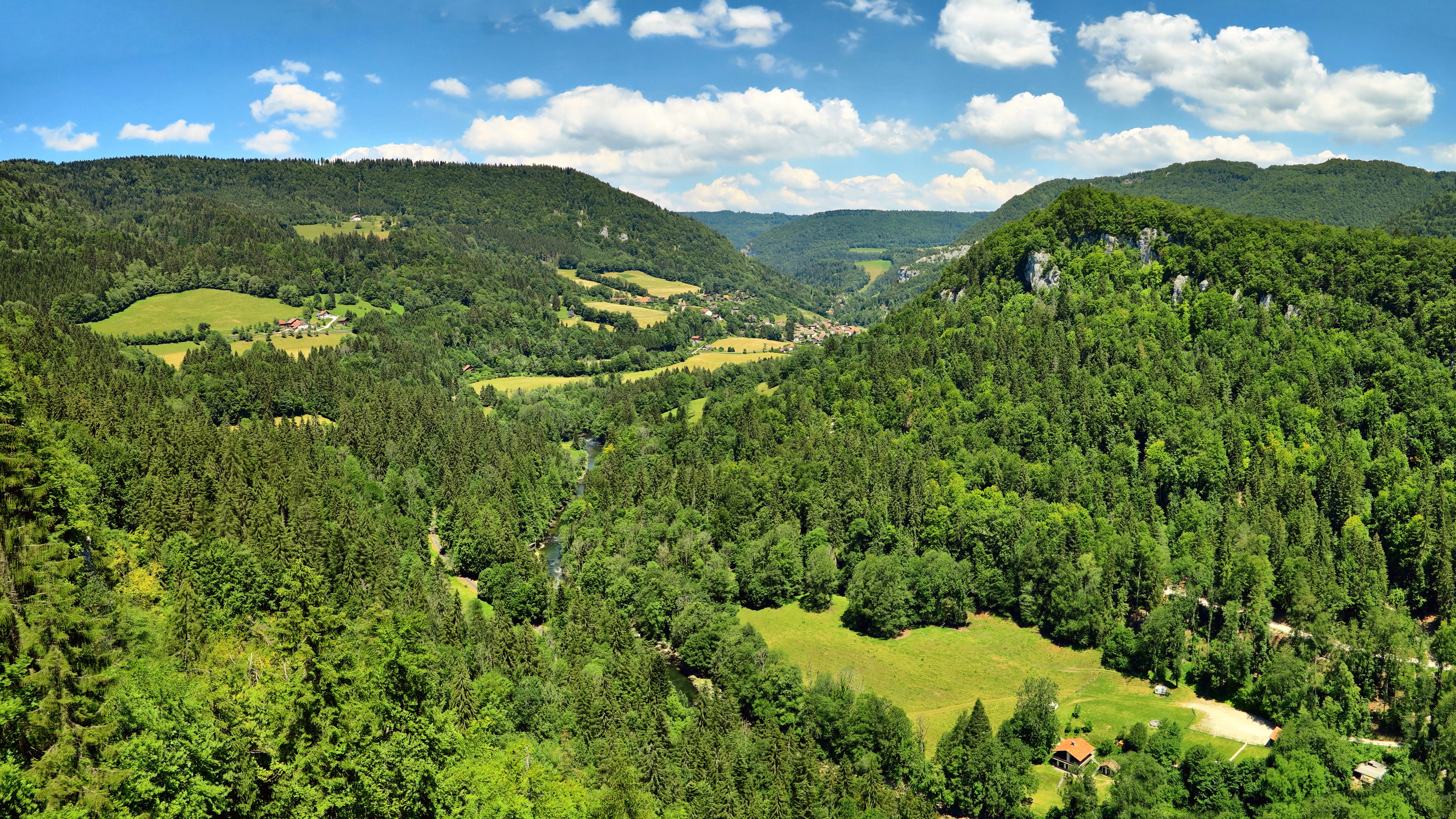
Belvédère de la corniche de Goumois.
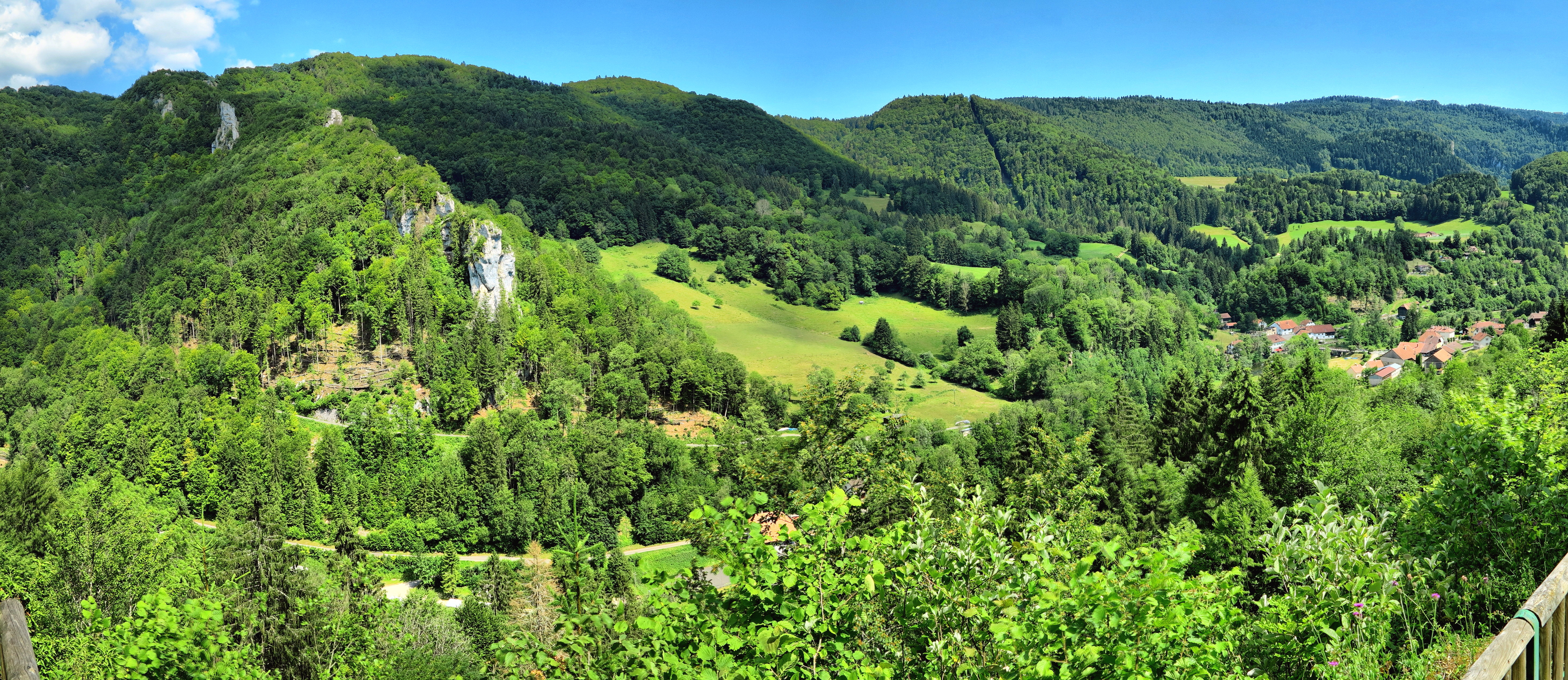
Belvédère du Bief Parou.
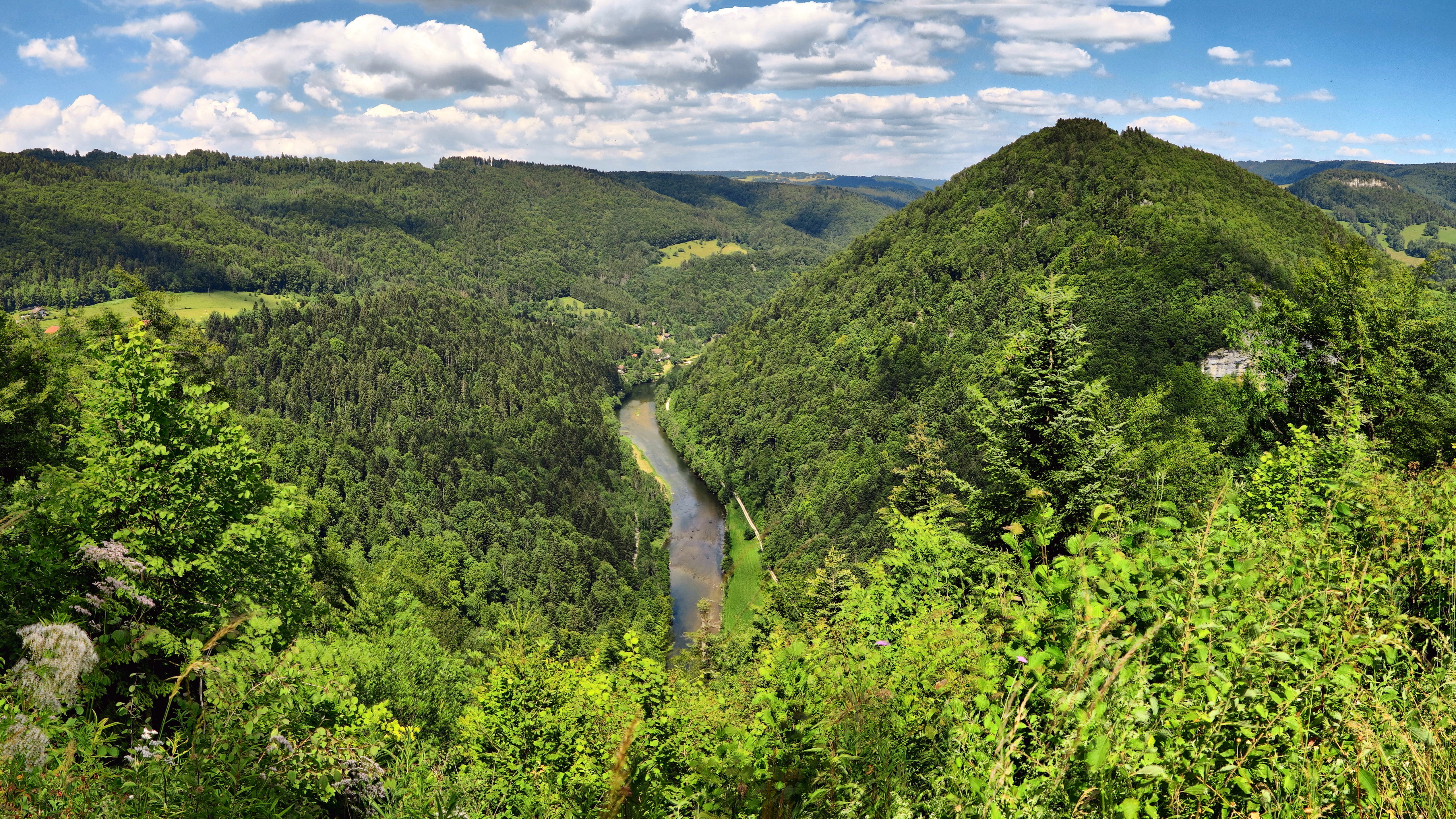
Belvédère des Fougères.

## Cartes postales

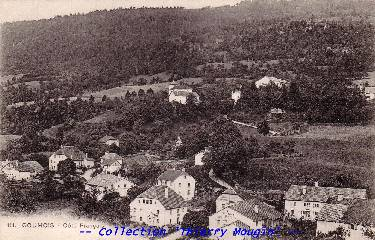
Côté français.
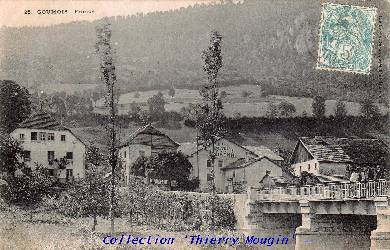
Vue du pont.